# Junkers Ju 52
Lo Junkers Ju 52/3m era un trimotore da trasporto e passeggeri, prodotto dall'azienda tedesca Junkers dall'inizio degli anni trenta ed utilizzato prima come velivolo civile, successivamente come trasporto e bombardiere medio, principalmente dalla Luftwaffe.

## Storia del progetto
Lo Ju 52 era caratterizzato, come i precedenti velivoli di pari ruolo della Junkers, dalla costruzione interamente metallica, ricoperta di pannelli in metallo ondulato, un disegno tipico dell'azienda tedesca. Le parti ed i pezzi uniti alla struttura del velivolo, nonché il metallo ondulato (comunque molto più forte dei tubi di metallo e del tessuto), generavano una resistenza più forte, però l'aereo risultava più stabile alle raffiche di vento laterali.
Il prototipo inizialmente era spinto da un solo motore, ma ci si rese subito conto che esso risultava sottopotenziato per gli scopi prefissi. Nell'aprile del 1931 si applicarono altri due motori sulle ali; l'aereo raggiunse così notevoli prestazioni ed acquistò la configurazione definitiva trimotore, diventando il modello di preserie. La produzione del nuovo modello cominciò immediatamente.

## Impiego operativo

### Civile
Lo Ju 52 fu utilizzato da compagnie aeree di molte nazioni come, ad esempio, Finlandia, Spagna e Svezia. In Cina esso fu utilizzato per il trasporto della posta e, applicandovi i galleggianti, in Canada venne usato anche per il trasporto del legname. Naturalmente chi ne fece il maggior uso fu la tedesca Lufthansa.
Dotato di lussi quali la presenza di una macchina da scrivere e delle mascherine per l'ossigeno, lo Ju 52 poteva volare da Berlino a Roma in otto ore, sorvolando le Alpi, un'abilità impressionante per un velivolo del tempo e tanto più per un aereo da trasporto.
L'ultimo Ju 52 prestò servizio nell'aeronautica svizzera verso la fine degli anni ottanta, oltre 50 anni dopo il primo volo di questo velivolo indubbiamente longevo.
Questo aereo venne anche costruito, nel dopoguerra, in Spagna dalla Construcciones Aeronáuticas, S.A. (CASA) col nome CASA 352 ed in Francia dall'Ateliers Aéronautiques de Colombes (AAC) con la denominazione Amiot AAC.1 Toucan

### Militare
I potenziali militari dello Ju 52 non furono trascurati dalla Luftwaffe; infatti l'aereo operò per essa sia come trasporto, sia come bombardiere.
Nella guerra civile spagnola, lo Ju 52 trasportò le truppe dal Marocco in Spagna e bombardò Madrid, mentre, cosa abbastanza imbarazzante, un Lufthansa Ju 52 era usato dall'aeroporto come trasporto.
Soprannominato Tante Ju (zia Ju) dalle forze dell'Asse e Iron Annie dalle truppe alleate, durante la seconda guerra mondiale, lo Ju 52 operò in ogni teatro in cui la Germania fu attiva. Lanciò i parà nei Paesi Bassi, a Creta e successivamente nelle Ardenne. Trasportò i rifornimenti alle truppe in Africa del Nord, a Stalingrado e nelle regioni baltiche.
Lo Ju 52 era comunque lento e troppo poco armato in confronto ai caccia; di conseguenza, soffrì molte perdite, particolarmente durante la Battaglia di Creta, nel Mar Mediterraneo e a Stalingrado.

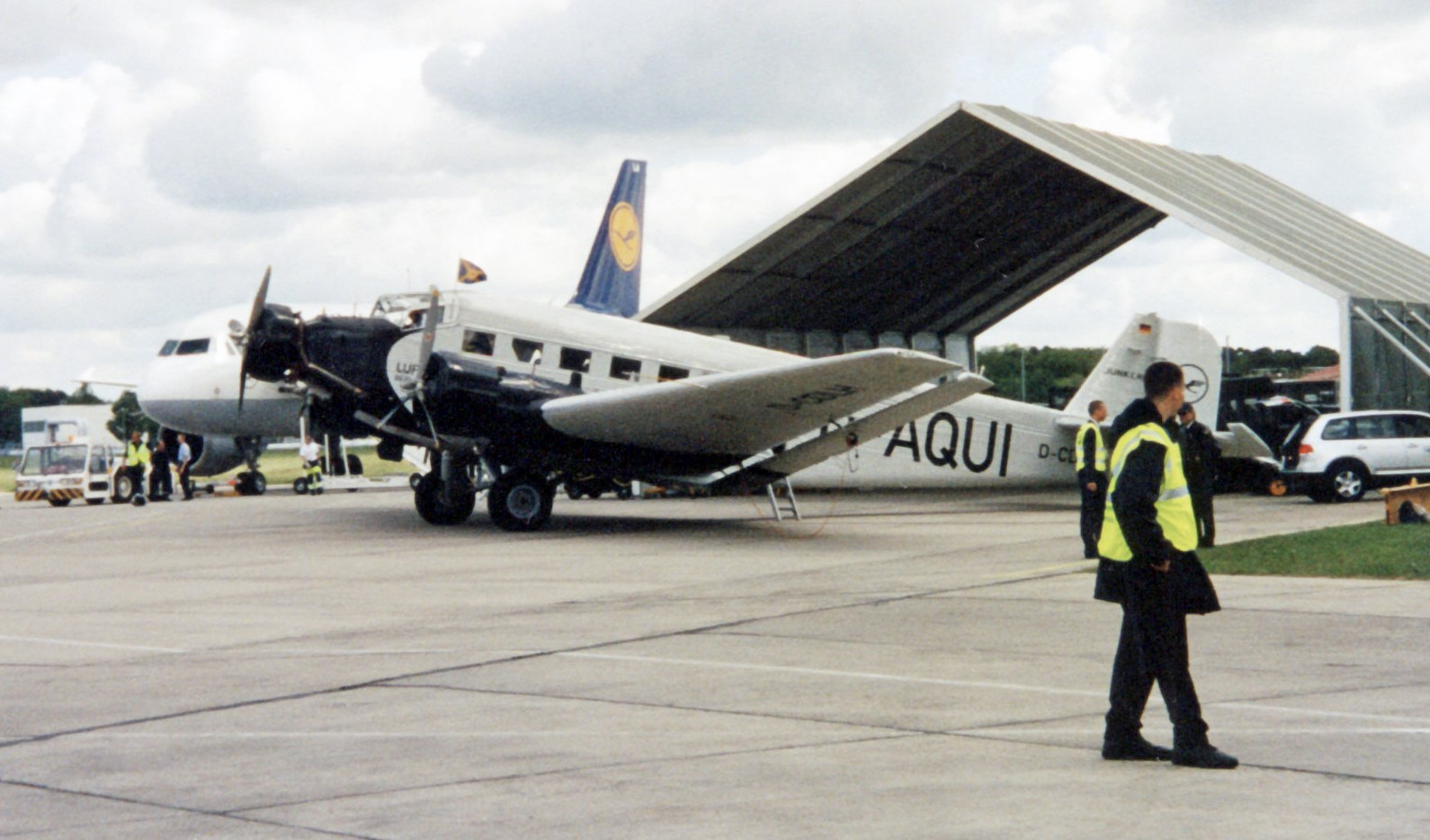
Junkers Ju 52 in versione civile

## Utilizzatori

### Civili
(lista parziale)
 Brasile
- Syndicato Condor S/A

 Germania
 Germania
- Deutsche Luft Hansa (DLH)

[[File:
Flag of the Soviet Union (1936 – 1955).svg|class=noviewer|

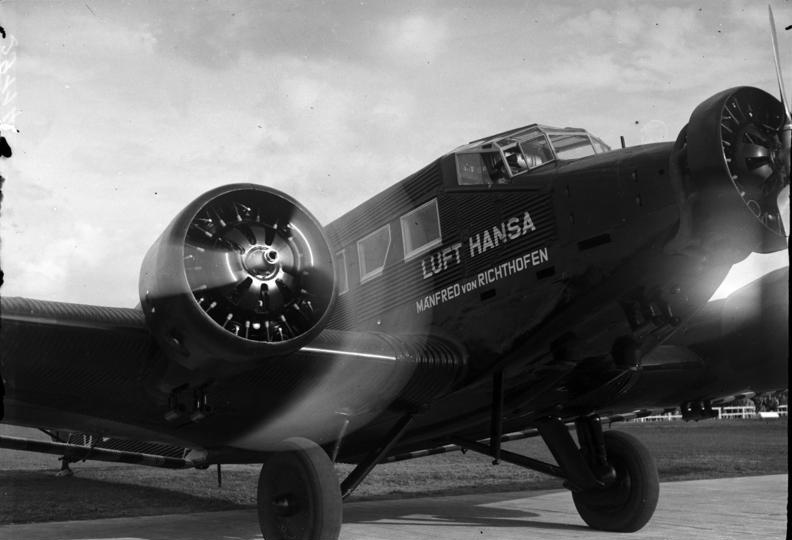
Lo Ju 52/3m in livrea Deutsche Luft Hansa (DLH), battezzato in onore di Manfred von Richthofen ed utilizzato da Hermann Göring, l'allora ministro degli interni dello Stato Libero di Prussia.

Unione Sovietica (bandiera)|border|20x16px]] Germania-Unione Sovietica
- Deruluft

 Italia
- Ala Littoria

 Romania
- LARES

### Militari
Argentina
- Servicio Aéronautico del Ejército

 Germania
- Luftwaffe
  - Legione Condor

 Svizzera
- Forze aeree svizzere

### Produzione su licenza
Francia
- Amiot AAC.1 Toucan

 Spagna
- CASA 352